# Проєкт «Гармонізація системи державних закупівель в Україні зі стандартами ЄС»
Проєкт технічної допомоги Європейського Союзу (ЄС) «Гармонізація системи державних закупівель в Україні зі стандартами ЄС»  (англ. Harmonisation of public procurement system of Ukraine with EU standards) розпочав роботу 11 листопада 2013 року і був завершений у листопаді 2017 року. Проєкт фінансується ЄС та виконується консорціумом на чолі з міжнародною компанією  Crown Agents Ltd. у співпраці з британськими компаніями BDO LLP та CIPS (Королівський інститут закупівель і постачань).
Проєкт здійснювався у сфері управління державними фінансами та надання державної допомоги. Обсяг фінансування склав €4,9.

## Історія
Проєкт спрямований на розробку політики державних закупівель та відповідної правової бази, інституційної інфраструктури; сприяє підвищенню прозорості та цілісності державних закупівель в Україні для інтеграції ринку державних закупівель України до ринку державних закупівель Європейського Союзу.
Основні бенефіціари проєкту:
- Міністерство економічного розвитку та торгівлі України (МЕРТ)
- Антимонопольний комітет України (АМКУ)
- представники Кабінету Міністрів, Верховної Ради, Міністерства фінансів, Міністерства юстиції, Рахункової палати, Державної фінансової інспекції та інших організацій, що залучаються до розвитку системи державних закупівель

Суспільний вплив проєкту:
- підвищення ефективності управління державними фінансами
- розвиток повноцінно функціонуючої ринкової економіки
- подолання корупції в країні

## Цілі і завдання
Проєкт сприяє розвитку міцної та послідовної системи управління державними фінансами шляхом:
- створення всеосяжної та прозорої нормативно-правової бази державних закупівель
- налагодження ефективної інституційної інфраструктури
- впровадження системи відповідальної та чесної державної влади

Крім того, команда проєкту зробила внесок у становлення і розвиток системи державної допомоги в Україні.
Технічна допомога, яку надає проєкт, передбачає:
- надання експертних консультацій з питань політики, законодавства, інституційної структури
- проведення навчальних заходів, суспільно-просвітницьких заходів та ініціатив, а також заходів, направлених на підвищення обізнаності у даній сфері

## Складові проєкту
Проєкт складається з 6 складових — напрямків реалізації, згідно з офіційним сайтом проєкту:
Підтримка проєктом пілотного ЦЗО
- Запуск централізованого закупівельного органа (ЦЗО) з метою випробування механізму централізації закупівель

Компонент 1. Системи державних закупівель та державної допомоги у контексті управління державними фінансами
- Доопрацювання стратегії та плану дій з управління державними фінансами.

Компонент 2. Державні закупівлі — стратегія та законодавство
- Надання рекомендацій щодо розвитку ґрунтовного стратегічного напрямку для української системи державних закупівель
- Вдосконалення та наближення нормативної бази до стандартів ЄС
- Підвищення ефективності процесу державних закупівель та введення Єдиного закупівельного словника ЄС

Компонент 3. Державні закупівлі — інституційний розвиток та навчання
- Посилення інституційного потенціалу бенефіціарів проєкту
- Впровадження системи постійного розвитку людських ресурсів та навчання
- Створення необхідної нормативної бази для здійснення централізованих закупівель, електронних закупівель
- Впровадження «зелених» (екологічних) закупівель Україні

Компонент 4. Державні закупівлі — прозорість та обізнаність
- Робота над підвищенням рівня загального розуміння, прозорості та результативності державних закупівель
- Надання доступу до результатів торгів для широкої громадськості на постійній основі
- Активне залучення представників бізнесу, особливо МСП, у роботу ринку державних закупівель
- Покращення доброчесності державних закупівель за рахунок запровадження механізмів боротьби із корупцією та ухвалення кодексів етики державних замовників

Компонент 5. Законодавство та система державної допомоги
- Сприяння розвитку системи державної допомоги України
- Створення інвентаризації державної допомоги, моніторингу та контролю за наданням державної допомоги
- Навчання та зміцнення професійного потенціалу АМКУ, підвищення обізнаності з правилами державної допомоги та продовження підтримки системи державної допомоги в рамках програми Всеохоплюючої інституційної розбудови (Comprehensive Institution Building Programme — CIB)[6] під егідою ініціативи «Східне партнерство»

## Досягнення
Розвиток законодавчої бази:
- Розроблений і прийнятий 20 квітня 2014 року новий Закон про державні закупівлі в Україні[7]
- 1 липня 2014 року прийнятий Закон про державну допомогу підприємствам[8]
- Закон України «Про публічні закупівлі» від 5 грудня 2015 р.

Структурні зміни:
- Створено і запущено систему публічних електронних закупівель Prozorro та моніторинговий портал публічних закупівель DoZorro

Навчання та професіоналізація у сфері державних закупівель та надання державної допомоги, сприяння підвищенню прозорості й ефективності закупівельних систем:
- Підвищення обізнаності та компетентності цільових груп (бенефіціари, урядові установи та органи державної влади, депутати, громадські організації та бізнес-спільноти) завдяки проведенню різноманітних навчальних заходів та систематичній освітній діяльності